# جوزيف جون جيري
جوزيف جون جيري (بالإنجليزية: Joseph John Gerry)‏ هو كاهن كاثوليكي أمريكي، ولد في 12 سبتمبر 1928 في ميلينكوت في الولايات المتحدة.